# Verschlussbrennerei

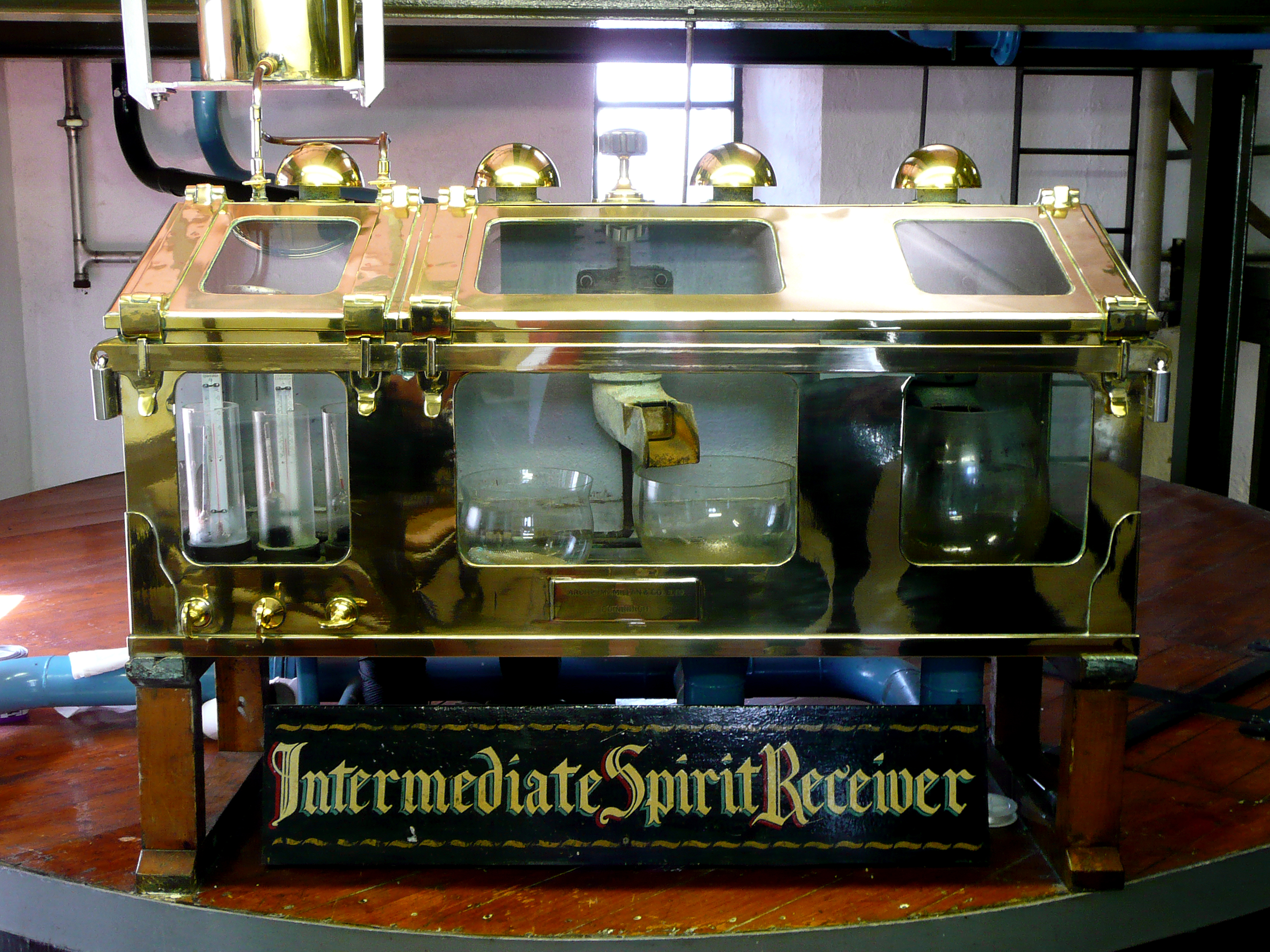
Ein verschlossenes Sammelgefäß bei der Ardbeg Distillery, Islay, Schottland

Verschlussbrennerei ist die Bezeichnung für den Produktionsbetrieb von Spirituosen (Destillerie), dessen Brenngeräte während des Herstellungsprozesses vollständig unter zollbehördlichem Verschluss stehen.

## Allgemeines
In der Verschlussbrennerei wird – im Gegensatz zur Ausnahmeregelung bei den Abfindungsbrennereien – die tatsächlich entstandene Alkoholmenge ermittelt. Die Produktion ab dem Destillationsvorgang erfolgt unter zollamtlichem Verschluss; d. h. alle Flansche, Verbindungen und Räumlichkeiten für die Alkohollagerung sind vom Zoll verplombt. Die Alkoholmenge wird entweder durch ein geeichtes Zählwerk oder ein verschlossenes Sammelgefäß nachgewiesen. In Österreich wird hierfür in Verschlussbrennereien mit eingeschränkter Anlagensicherung ein so genannter Brändezähler verwendet.

## Deutschland
Die Destillation von Alkoholerzeugnissen im Rahmen des Alkoholsteuergesetzes erfolgt grundsätzlich in Verschlussbrennereien. Verschlussbrennereien konnten bis 2013 im Rahmen des Branntweinmonopolgesetzes mit oder ohne Brennrecht betrieben werden. Der Begriff Brennrecht ist dabei nicht als Handlungserlaubnis zu verstehen, sondern als das Recht, Branntwein unter finanziell besonders günstigen Bedingungen herzustellen. Im Rahmen des Brennrechts konnte der Alkohol zu einem über dem Marktpreis liegenden Preis an die Bundesmonopolverwaltung für Branntwein abgeliefert werden. Brennrechte konnten ohne weiteres 100.000 Liter Alkohol pro Jahr und mehr betragen. Zum 30. September 2013 liefen die Brennrechte für landwirtschaftliche Brennereien aus. Verschlussbrennereien ohne Brennrecht waren vom Auslaufen des Branntweinmonopols nicht betroffen.
Verschlussbrennereien können nur in einem Steuerlager betrieben werden (§ 5 Abs. 2 des Alkoholsteuergesetzes). Der Alkohol bleibt solange unter Steueraussetzung, wie er sich im Steuerlager befindet. Die Steuer entsteht, wenn der Alkohol aus dem Steuerlager entfernt wird, ohne dass sich ein weiteres Verfahren anschließt (§ 18 des Alkoholsteuergesetzes, z. B. Beförderung unter Steueraussetzung, steuerfreie Verwendung). Die Steuer beträgt 13,03 €/Liter Alkohol. Eine Ausnahme besteht für Kleinverschlussbrennereien bis 400 Liter Jahresproduktion; hier beträgt die Steuer 7,30 €/Liter Alkohol (§ 2 des Alkoholsteuergesetzes).

## Österreich
Im österreichischen Alkoholsteuergesetz sind Verschlussbrennereien in den §§ 20 – 30 geregelt. Das österreichische Recht unterscheidet sich vom deutschen nur unwesentlich – beides geht auf die Verbrauchsteuerrichtlinien der Europäischen Union zurück. In Österreich sind Verschlussbrennereien selbst Steuerlager und müssen nicht, wie in Deutschland, Teil eines größeren Steuerlagers sein.